# Centre d'Esports Sabadell Futbol Club
El Centre d'Esports Sabadell Futbol Club es un club de fútbol histórico con sede en la ciudad de Sabadell, en la provincia de Barcelona (Cataluña, España). 
Juega sus partidos en el estadio Nova Creu Alta.  
Desde su fundación en 1903, ha militado 14 temporadas en la primera división de España y ocupa la tercera posición en la clasificación histórica de clubes de fútbol de Cataluña, por detrás del RCD Espanyol y el FC Barcelona. A nivel nacional ocupa la posición n.º 28.
Entre sus logros deportivos destacan el campeonato de España de segunda categoría en 1913, la Copa Federación en 2000, un subcampeonato de la Copa del Rey en 1935 y la Copa Cataluña en 2016. 
En la actualidad, juega en la Primera Federación, tercera categoría del fútbol español.
Su rival regional es el Terrasa Fútbol Club (ambas ciudades son capitales de la capital comarcal del Vallés Occidental).

## Historia
En el año 1901 Joan Saus y Quim Saus, dos hermanos de Sabadell, fundan el Centre d'Esports de Sabadell, conjunto que aunque en su propia acta fundacional apunta que ya estaba organizado desde el 11 de diciembre de 1903, no sería legalizado hasta el 5 de junio de 1906.
Sus primeros encuentros los disputaba en un campo de hierba, en el Prat de Sant Oleguer. El 3 de junio de 1906 inauguró el estadio del barrio de la Creu Alta, con un derrota por 1 a 4 ante el Club X, que a la postre terminó convirtiéndose en el RCD Español. Posteriormente, en 1912, en ese recinto se disputaría el primer partido con luz artificial jugado en España.
En sus primeros uniformes el Sabadell lucía camiseta azul y blanca a listas verticales, siendo blanco el pantalón. No sería hasta 1913 cuando adopta la clásica camiseta arlequinada. Ese mismo año logró sus primeros éxitos deportivos: fue subcampeón del Campeonato de Cataluña de segunda categoría —equivalente a la Segunda División catalana— en una época en la que aún no existía la liga española, y se disputaban distintos campeonatos regionales. El FC Internacional, vigente campeón, renunció a participar en el campeonato de España de segunda categoría y ello propició que el CE Sabadell accediera a disputar dicha competición como segundo clasificado logrando llegar a la final. Esta final se jugó contra el Cardenal Cisneros de Madrid, llegándose a disputar hasta cuatro partidos en la capital. El Cardenal Cisneros no se presentó al quinto partido alegando agotamiento, lo que hizo que el Sabadell se adjudicase su primer título nacional como campeón de España de segunda categoría. Algunos de los protagonistas de ese triunfo fueron; Saus, Aragay, Casas, Giravent, Seligrat, Cabané, Monistrol y Trabal.
Desde 1967 disputa sus partidos en el estadio de la "Nova Creu Alta". El Sabadell, presidido por el Sr. Ricart Rossón, inauguró su nuevo estadio, la "Nova Creu Alta" el 20 de agosto de ese año. Fue bautizado con una victoria sobre el FC Barcelona por 1 a 0, gol obra de Josep Maria Vall de Seligrat Jugadores del Sabadell destacados en esa época fueron: Pedro Zaballa, Juan Seminario, Ramón Montesinos, José Luis Romero o Luis Vidal.
La temporada 1933/34 logró su primer gran éxito en categoría absoluta, el Campeonato de Cataluña de fútbol, que por entonces era un torneo de gran prestigio, ya que sólo sus campeones podían disputar la Copa de España, el principal título del fútbol español hasta la creación de la liga en 1929. Disputó un total de 16 partidos, ganando 15 de ellos y empatando únicamente uno, marcó 83 goles y recibió solo 15, obteniendo un total de 31 puntos. El año siguiente, llegó a disputar la final de la Copa de España, que perdió ante el Sevilla Fútbol Club por 0-3, en el Estadio Chamartín de Madrid.
Su primera presencia en la Primera División de España tuvo lugar en la temporada 1943-1944, en la que obtuvo una digna novena posición. En la temporada 1946-1947 logró una meritoria quinta plaza, justo por detrás del FC Barcelona y por delante del Real Madrid. Pero su mejor resultado lo consiguió en la temporada 1968-1969 cuando en una competición de 16 equipos, quedó en cuarta posición, detrás del FC Barcelona y delante del Valencia CF, y se clasificó para disputar la Copa de Ferias (antecedente de la que fue la Copa de la UEFA, actual Europa League) de la temporada siguiente, en la que cayó eliminado ante el Club Brujas KV de Bélgica en la primera ronda (2-0 y 1-5).
Su última presencia en la Primera División de España data de los años 1986 a 1988, entre los que participó en dos temporadas. En 1991 se transformó en Sociedad Anónima Deportiva.
La temporada 1992-1993 descendió por méritos propios a Segunda División B española, y por problemas económicos terminó jugando en Tercera División la temporada siguiente, en la que quedó campeón de liga, ascendiendo a Segunda División B. Después de 12 temporadas consecutivas en la Segunda división B española en la temporada 2005-2006 se consumó su descenso a Tercera División en la que militó en su grupo 5.º. El 24 de junio de 2007 consumó su regreso a la Segunda División B española en una sola temporada, lo que consiguió eliminando al Caudal Deportivo de Mieres, (campeón del grupo asturiano de tercera división española), en la segunda eliminatoria de ascenso por un resultado global de 5-0 en los dos partidos. Ganando en su estadio de la "Nova Creu Alta" por un contundente 4-0, y en el partido de vuelta disputado en el estadio Hermanos Antuña de Mieres por 0-1.
En la temporada 2010-2011 y tras quedar campeón del grupo III de Segunda división B española, ascendió a Segunda división tras empatar en la "Nova Creu Alta" de Sabadell a 0 frente al SD Eibar, campeón del grupo II de segunda división B española, equipo al que acabaría derrotando en el estadio de Ipurúa gracias al valor doble de los goles en campo contrario (1-1). El CE Sabadell volvía pues, tras 18 años, a Segunda División española.
El Sabadell, de la mano de Lluís Carreras, consiguió el ascenso a Segunda División A el 28 de mayo de 2011 tras vencer por la regla del gol de visitante al Éibar. En junio de 2011, la entidad catalana confirmó la renovación del entrenador para afrontar el regreso a la categoría de plata 18 años después en la temporada 2011/12.
El 8 de mayo de 2012 se anuncia la renovación del técnico por otro año con el Sabadell. Por su parte, el equipo selló la permanencia en Segunda ganando al Almería en la jornada 39. En la temporada 2012-13, el conjunto arlequinado volvió a conseguir la salvación.
Durante esa campaña, un grupo inversor japonés se hace con el control de la entidad adquiriendo la mayoría de sus acciones, pasando Keisuke Sakamoto a ser el presidente del Sabadell. Javi Salamero fue contratado como nuevo técnico. Sin embargo, el equipo no cuajó un buen comienzo de Liga, y el entrenador aragonés fue despedido tras sumar 15 puntos en el mismo número de partidos. Le sustituye su asistente Miquel Olmo, quien logra cambiar la dinámica del equipo, asegurando la permanencia e incluso teniendo opciones de entrar en el "play-off" de ascenso en la última jornada.
El 24 de noviembre de 2014, tras sumar 14 puntos en otros tantos partidos de Segunda, se destituye a Miquel Olmo y Álex García es contratado como nuevo entrenador para salir de los puestos de descenso. Fracasa estrepitosamente en su cometido y deja al equipo en puestos de descenso. El 10 de febrero de 2015 es sustituido por Juan Carlos Mandiá, quien logra infundir cierta mejora en el juego y los resultados del equipo, aunque no logra enderezar el rumbo y finalmente desciende de forma dramática.
El retorno del Sabadell a 2.ª B en la temporada 2015/16 implicó el desmantelamiento total de la plantilla y la llegada de un nuevo técnico, Miguel Álvarez. Este regreso a la categoría de bronce no resulta muy prometedor, ya que ha mantenido el nefasto bagaje de puntos a domicilio que le costó el descenso durante la temporada anterior, y fallado partidos clave en casa que lo sitúan virtualmente fuera de los puestos de play-off para lo que queda de temporada. La desbandada de los accionistas japoneses (que habían acumulado deuda en nombre del Club) y el anuncio de un posible concurso de acreedores en abril de 2016 dejan en entredicho la situación institucional y económica del club, así como su futuro a medio/largo plazo.
La temporada 2018-19 fue caótica a nivel deportivo, y el club se salvó en la última jornada de liga en Olot (con 1700 aficionados arlequinados en las gradas) bajo la tutela de Antonio Hidalgo Morilla como primer entrenador y Juvenal Edjogo como segundo entrenador.
En verano de 2019 el Club anuncia un histórico acuerdo con un grupo de inversores internacionales liderado por Pau Morilla-Giner, aficionado al Club desde su infancia y nacido en Sabadell. Este acuerdo permite recuperar el Futbol Base del Club (que había sido vendido a terceros), solventar impagos, garantizar estabilidad financiera durante tres temporadas, y proporcionar los recursos necesarios para acometer el ansiado retorno a 2.ª A.

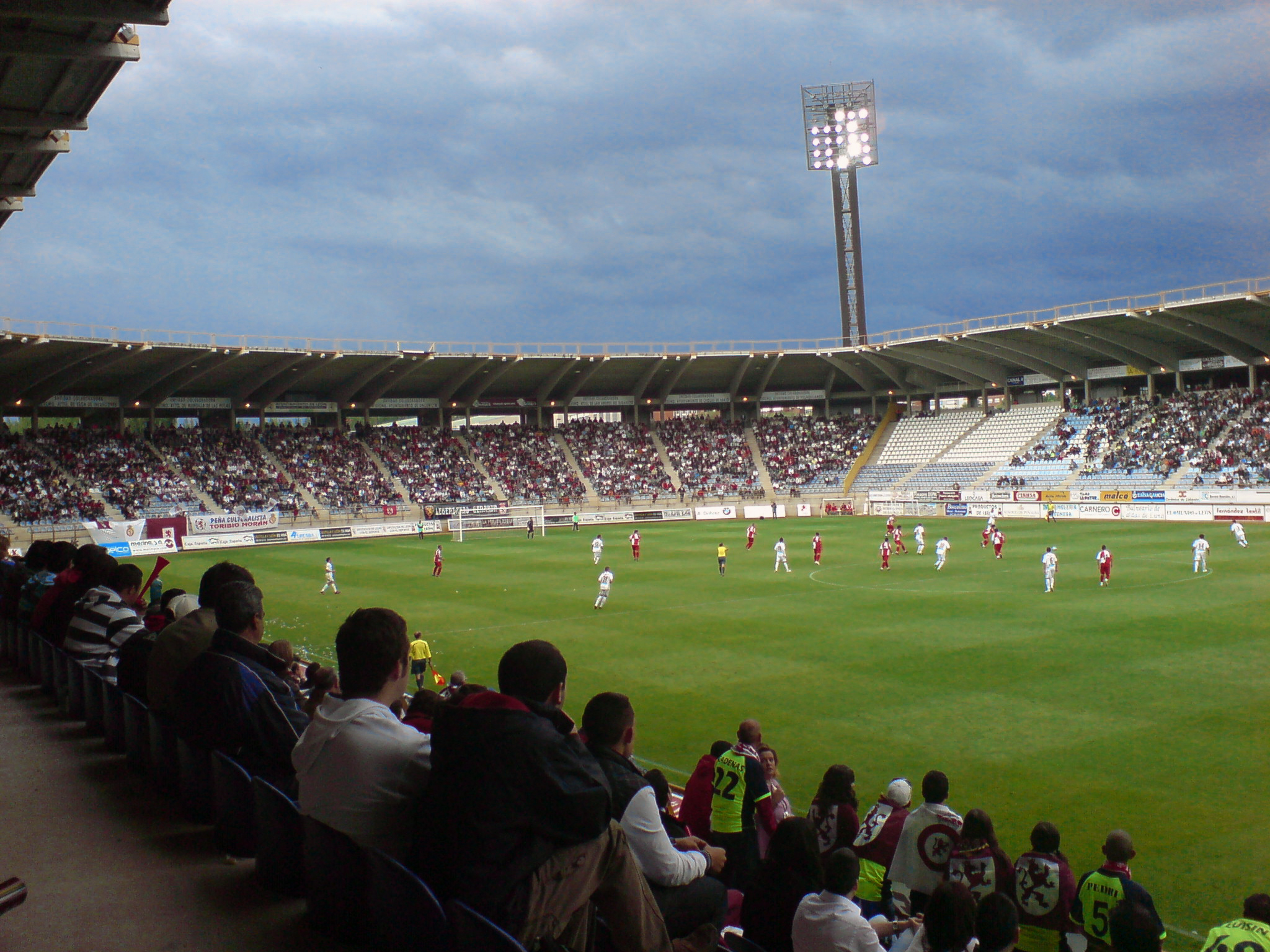
Partido disputado entre la Cultural Leonesa y el Sabadell.

El Club consigue volver a segunda división de España el 26 de julio de 2020, tras vencer por 2-1 al Fútbol Club Barcelona "B" en la final de la eliminatoria, celebrada en el Estadio Municipal de Marbella.
En la temporada 2020-21, tras un inicio muy irregular (encadenando 5 derrotas consecutivas) el club de queda a solo 1 punto de la salvacion, y desciende a 1RFEF. 
En la temporada 2021-22, el club mantiene a Antonio Hidalgo Morilla hasta la jornada 13, cuando decidió cesarle por los malos resultados y tras caer en descenso. Asimismo, decidió prescindir de su Director Deportivo, José Manzanera.
Tras el cese de Antonio Hidalgo Morilla, la junta directiva decide contratar a Pedro Munitis hasta final de temporada. Con Pedro Munitis, el club consigue 47 puntos, con un total de 14 victorias, 5 empates y 7 derrotas. Con Munitis al mando, el Sabadell, acariciaba los puestos de Play-Off, pero, una mala racha en los 2 últimos partidos de la temporada, hizo imposible la consecución del hito. El club acabaría la temporada 2021-22, en la posición 8 del campeonato 1RFEF, quedando a tan solo 2 puntos del 5.º clasificado (Linares Deportivo).

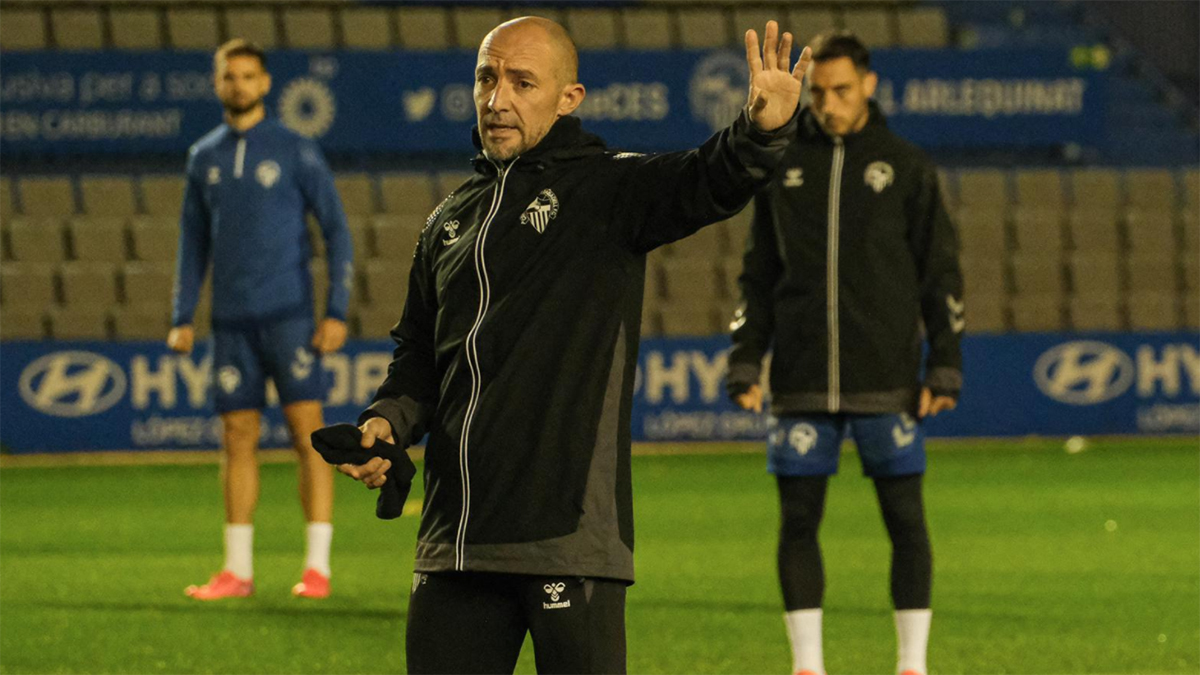
Pedro Munitis, dirigiendo un entrenamiento.

En la temporada 2022-23, el club no consigue llegar a un acuerdo con Pedro Munitis para la renovación del contrato que les unía. Debido a la marcha de alguno de los inversores, el Club se ve obligado a recortar drásticamente el presupuesto. Mediante rueda de prensa de su presidente, se da a conocer que en la temporada 2022-23, el objetivo principal y único sería la permanencia, llamando a las futuras incorporaciones "incorporaciones de proximidad". Semanas después, el club hace oficial la contratación del Director Deportivo Gerard Escoda, ex Director Deportivo del Club Lleida Esportiu y exfutbolista (entre otros de C. F. Reus Deportiu, Club Gimnàstic de Tarragona, U. D. Salamanca, Villarreal C. F.)
Semanas después, el club hace oficial la contratación de Gabri García, el que fuera en su día, futbolista del F. C. Barcelona, Ajax de Ámsterdam, entre otros.
En la temporada 2023-24, el Club no consigue la permanencia en la 1.ªRFEF (tercera categoría del fútbol español) y desciende a la 2RFEF (cuarta categoría del fútbol español), tras una nefasta primera vuelta, que obligó al club arlequinado a mantenerse la mayoría de la temporada en puestos de descensos o cercanos. 
Durante esa temporada se anuncia la marcha del Presidente Esteve Calzada, que se marcha a Arabia Saudí a ocupar la Dirección General de Al-Hilal. Pau Morilla-Giner (que ya había salvado al Club de la quiebra en 2019) da el paso adelante y consigue estabilizar de nuevo el Club económicamente al anunciar la llegada de un nuevo grupo inversor (encabezado por el ejecutivo americano Adam Rothstein).
Una vez consumado el descenso a la cuarta categoría del ámbito estatal 2.ªRFEF, el club, asienta las bases del nuevo proyecto deportivo. Poco después del descenso, el presidente del club Pau Morilla-Giner anuncia la contratación del exjugador arlequinado Lucas Viale como Director Deportivo. 
El 10 de junio de 2024 se anuncia la contratación de David Catalá como entrenador. Pese a liderar durante muchas jornadas consecutivas, en la jornada 13 empieza una dinámica de malos resultados, cosechando hasta 8 jornadas consecutivas sin ganar. Esto precipita la marcha de David Catalá. Su lugar lo ocuparía de forma interina el míster del CE Sabadell 'B', Conrad García. Conrad García lidera el equipo durante 2 partidos consecutivos, el primero el derbi contra el Terrassa FC en Copa Cataluña y el segundo, contra RCD Espanyol 'B' partido de liga, ambos, con victoria arlequinada. El 20 de enero de 2025, el club arlequinado anuncia la contratación del entrenador vasco David Movilla. 
El 1 de junio de 2025, el Club asciende a Primera Federación tras ganar la final del Playoff contra UCAM Murcia.  

## Año por año
| Temporada | División | Puesto | Copa del Rey |
| --------- | -------- | ------ | ------------ |
| 1930-31   | 3.ª      | 2.º    | 2.ª Ronda    |
| 1931-32   | 3.ª      | 1.º    |              |
| 1932-33   | 3.ª      | 2.º    |              |

| Temporada | División | Puesto | Copa del Presidente de la República |
| --------- | -------- | ------ | ----------------------------------- |
| 1933-34   | 2.ª      | 9.º    | 1.ª Ronda                           |
| 1934-35   | 2.ª      | 2.º    | Subcampeón (3–0 v. Sevilla FC)      |
| 1935-36   | 2.ª      | 5.º    |                                     |

| Temporada | División | Puesto | Copa del Generalísimo |
| --------- | -------- | ------ | --------------------- |
| 1939-40   | 2.ª      | 2.º    |                       |
| 1940-41   | 2.ª      | 9.º    | 1.ª Ronda             |
| 1941-42   | 2.ª      | 1.º    | 1.ª Ronda             |
| 1942-43   | 2.ª      | 2.º    | 1.ª Ronda             |
| 1943-44   | 1.ª      | 9.º    | Cuartos de final      |
| 1944-45   | 1.ª      | 13.º   | 1.ª Ronda             |
| 1945-46   | 2.ª      | 1.º    | 1.ª Ronda             |
| 1946-47   | 1.ª      | 5.º    | Cuartos de final      |
| 1947-48   | 1.ª      | 12.º   | 6.ª Ronda             |
| 1948-49   | 1.ª      | 14.º   | 4.ª Ronda             |
| 1949-50   | 2.ª      | 6.º    | 2.ª Ronda             |
| 1950-51   | 2.ª      | 3.º    |                       |
| 1951-52   | 2.ª      | 4.º    |                       |
| 1952-53   | 2.ª      | 11.º   | 1.ª Ronda             |
| 1953-54   | 2.ª      | 6.º    |                       |
| 1954-55   | 2.ª      | 10.º   |                       |
| 1955-56   | 2.ª      | 5.º    |                       |
| 1956-57   | 2.ª      | 2.º    |                       |
| 1957-58   | 2.ª      | 2.º    |                       |
| 1958-59   | 2.ª      | 2.º    | 1.ª Ronda             |
| 1959-60   | 2.ª      | 7.º    | 2.ª Ronda             |
| 1960-61   | 2.ª      | 6.º    | 1.ª Ronda             |
| 1961-62   | 2.ª      | 8.º    | 2.ª Ronda             |
| 1962-63   | 2.ª      | 16.º   | 1.ª Ronda             |
| 1963-64   | 3.ª      | 1.º    |                       |
| 1964-65   | 2.ª      | 2.º    | 1.ª Ronda             |
| 1965-66   | 1.ª      | 14.º   | Cuartos de final      |
| 1966-67   | 1.ª      | 8.º    | 2.ª Ronda             |
| 1967-68   | 1.ª      | 12.º   | 2.ª Ronda             |
| 1968-69   | 1.ª      | 4.º    | 1.ª Ronda             |
| 1969-70   | 1.ª      | 13.º   | Cuartos de final      |
| 1970-71   | 1.ª      | 13.º   | 5.ª Ronda             |
| 1971-72   | 1.ª      | 18.º   | 4.ª Ronda             |
| 1972-73   | 2.ª      | 12.º   | 5.ª Ronda             |
| 1973-74   | 2.ª      | 15.º   | Octavos de final      |
| 1974-75   | 2.ª      | 19.º   | 4.ª Ronda             |
| 1975-76   | 3.ª      | 6.º    | 2.ª Ronda             |
| 1976-77   | 3.ª      | 1.º    | 1.ª Ronda             |
| 1977-78   | 2.ª      | 6.º    | 4.ª Ronda             |
| 1978-79   | 2.ª      | 12.º   | 1.ª Ronda             |
| 1979-80   | 2.ª      | 6.º    | 4.ª Ronda             |

| Temporada | División     | Puesto | Copa del Rey     |
| --------- | ------------ | ------ | ---------------- |
| 1980-81   | 2.ª          | 7.º    | 2.ª Ronda        |
| 1981-82   | 2.ª          | 11.º   | 2.ª Ronda        |
| 1982-83   | 2.ª          | 18.º   | 2.ª Ronda        |
| 1983-84   | 2.ªB         | 1.º    | 4.ª Ronda        |
| 1984-85   | 2.ª          | 4.º    | Octavos de final |
| 1985-86   | 2.ª          | 2.º    | Cuartos de final |
| 1986-87   | 1.ª          | 15.º   | 3.ª Ronda        |
| 1987-88   | 1.ª          | 19.º   | Cuartos de final |
| 1988-89   | 2.ª          | 13.º   | 4.ª Ronda        |
| 1989-90   | 2.ª          | 7.º    | Octavos de final |
| 1990-91   | 2.ª          | 12.º   | 4.ª Ronda        |
| 1991-92   | 2.ª          | 9.º    | 4.ª Ronda        |
| 1992-93   | 2.ª          | 20.º   | 5.ª Ronda        |
| 1993-94   | 3.ª          | 1.º    | 1.ª Ronda        |
| 1994-95   | 2.ªB         | 11.º   | 2.ª Ronda        |
| 1995-96   | 2.ªB         | 16.º   |                  |
| 1996-97   | 2.ªB         | 11.º   |                  |
| 1997-98   | 2.ªB         | 11.º   |                  |
| 1998-99   | 2.ªB         | 7.º    |                  |
| 1999-00   | 2.ªB         | 13.º   |                  |
| 2000-01   | 2.ªB         | 3.º    |                  |
| 2001-02   | 2.ªB         | 14.º   | 1.ª Ronda        |
| 2002-03   | 2.ªB         | 7.º    |                  |
| 2003-04   | 2.ªB         | 16.º   | 2.ª Ronda        |
| 2004-05   | 2.ªB         | 13.º   |                  |
| 2005-06   | 2.ªB         | 18.º   |                  |
| 2006-07   | 3.ª          | 3.º    |                  |
| 2007-08   | 2.ªB         | 14.º   |                  |
| 2008-09   | 2.ªB         | 4.º    |                  |
| 2009-10   | 2.ªB         | 10.º   | 2.ª Ronda        |
| 2010-11   | 2.ªB         | 1.º    |                  |
| 2011-12   | 2.ª          | 19.º   | 2.ª Ronda        |
| 2012-13   | 2.ª          | 16.º   | 3.ª Ronda        |
| 2013-14   | 2.ª          | 9.º    | 2.ª Ronda        |
| 2014-15   | 2.ª          | 21.º   | 1/16 de final    |
| 2015-16   | 2.ªB         | 7.º    | 1.ª Ronda        |
| 2016-17   | 2.ªB         | 15.º   |                  |
| 2017-18   | 2.ªB         | 12.º   |                  |
| 2018-19   | 2.ªB         | 12.º   |                  |
| 2019-20   | 2.ªB         | 3.º    |                  |
| 2020-21   | 2.ª          | 19.º   | 2.ª Ronda        |
| 2021-22   | Primera RFEF | 8.º    | 1.ª Ronda        |
| 2022-23   | Primera Fed. | 10.º   |                  |
| 2023-24   | Primera Fed. | 16.º   |                  |
| 2024-25   | Segunda Fed. | 4.º    |                  |
| 2025-26   | Primera Fed. |        |                  |

|}

## Uniforme

### Evolución
| 1903 | 1916 | 1952 | 2002-03 | 2012-13 | 2014-15 | 2020-21 | 2021-22 |

## Himno
El himno oficial del club es el Honor al Sabadell, escrito por Lluís Papell con música de Adolf Cabané. Sin embargo, entre 1983 y 1991 el club utilizó como oficial el himno Sempre endavant Sabadell, compuesto por Ramon Montlleó.

### Letra deHonor al Sabadell
Cantem, cantem la joia indefinida
de veure el Sabadell entre els millors

després d'uns anys de lluita decidida

han assolit ressò nostres colors.
Alcem la copa així, ben alta

en honor del Fútbol de Sabadell.
Ciutat aimada, que riu i canta

donant goig i prestigi al joc mes bell.
Honor al Sabadell! Honor a la Ciutat!

I visca el nostre club sempre estimat!
Cantem, cantem al club de tanta història

forjada amb tants neguits i tants afanys.
Lluitant per assolir aquesta glòria

que ens ha portat 'esforç tants i tants anys.
Alcem la copa així, ben alta

en honor del Fútbol de Sabadell.
Ciutat aimada, treballadora

ben units el mes jove i el mes vell.
Honor al Sabadell! Honor a la Ciutat!

I visca el nostre club sempre estimat!

## Estadio
El estadio del club se llama Nova Creu Alta. Situado en Plaça Olimpia 1, fue inaugurado en agosto del año 1967.
Con el inicio de la temporada 2012-13, el estadio arlequinado sufrió una remodelación para adaptarse a la normativa de la Liga de Fútbol Profesional (LFP): se instalaron tornos en las puertas de acceso y también asientos en todas las graderías, ofreciendo así una inédita imagen de la Nova Creu Alta, donde por primera vez en la historia, todos los socios y aficionados pueden disfrutar del fútbol sentados en asientos. Con el nuevo aspecto del "templo" arlequinado, su capacidad quedó reducida a 11.908 espectadores.
Tras el nuevo ascenso a segunda división de España, el club se ve obligado a hacer nuevas reformas a Nova Creu Alta y así cumplir con la nueva normativa de la Liga de Fútbol Profesional (LFP), pese que el club ya hizo sus reformas en la temporada 2012-13, estas no han sido suficientes ya que la normativa ha ido cambiando durante los años posteriores. En estas reformas incluye la renovación total del césped (tras 20 años sin cambiarse), sustitución de las porterías por unas más modernas, la implantación del VAR, soportes para las cámaras VAR, dos nuevas salas de retransmisión deportiva, una sala exterior para conectar con los equipos móviles que distribuyen la señal, habilitar una zona de calentamiento para los suplentes, ampliación de los banquillos, mejoras en los vestuarios visitantes y vestuarios arbitrales, mejoras en la sala de prensa, mejoras en la sala de antidopaje, mejoras en las cabinas de prensa, mejora en la seguridad, mejora en los accesos a las personas de movilidad reducida'. Estas series de mejoras comporta al club, pedir a Liga de Fútbol Profesional (LFP) que las dos primeras jornadas no se juegue como local o que en el primer partido, les toque con un rival que disputó el Play-Off a primera división de España.

## Datos del club
- Temporadas en Primera División (LaLiga EA SPORTS): 14 (última: 1987-88)
- Temporadas en Segunda División (LaLiga HYPERMOTION): 44 (última: 2020-21)
- Temporadas en Primera RFEF: 4 (Actual: 2025-26)

```
* 
A causa de la restructuración hecha a cabo por parte de la 
Real Federación Española de Fútbol
, la 
Segunda División B española
 deja de existir, dando paso a 
Primera División RFEF
 con solamente 2 grupos (de los 4 que existían en 
Segunda División B española
).
```

- Temporadas en Segunda RFEF: 1 (última: 2024-25)
- Temporadas en 2.ª B: 22 (última: 2019-20)
- Temporadas en 3.ª: 8 (última: 2006-07)
- Puesto en la Clasificación Histórica de Primera División: 34°

Clasificación última temporada
Segunda RFEF (2024-25)
| Pos | Equipo           | PTOS | JUG | GAN | EMP | PER | GF | GC | Dif |
| --- | ---------------- | ---- | --- | --- | --- | --- | -- | -- | --- |
| 4º  | C.E. Sabadell FC | 56   | 34  | 15  | 11  | 08  | 52 | 32 | +20 |

## Jugadores y cuerpo técnico

### Altas y bajas 2025-26
| Jugador           | Posición | Procedencia                  | Condición | Costo |
| ----------------- | -------- | ---------------------------- | --------- | ----- |
| Diego Fuoli       |          | S.D. Tarazona                | Fichaje   | 0 €   |
| Genar Fornés      |          | Marbella F.C.                | Fichaje   | 0 €   |
| Carlos García-Die |          | Unionistas de Salamanca C.F. | Fichaje   | 0 €   |
| Quadri Liameed    |          | Lleida C.F.                  | Fichaje   | 0 €   |
| David Astals      |          | U.D. Ibiza                   | Cesión    | 0 €   |
| Lluis Estebe      |          | C.E. L'Hospitalet            | Fichaje   | 0 €   |
| Joel Priego       |          | Zamora C.F.                  | Fichaje   | 0 €   |
| Javi López-Pinto  |          | U.D. Ibiza                   | Fichaje   | 0 €   |
| Rodrigo Escudero  |          | Algeciras C.F.               | Fichaje   | 0 €   |
| Agustín Coscia    |          | Hércules C.F.                | Fichaje   | 0 €   |

| Jugador         | Posición | Destino                       | Notas                    | Cobro     |
| --------------- | -------- | ----------------------------- | ------------------------ | --------- |
| Lluc Matas      |          | Bandera de ?                  | Finalización de contrato | 0 €       |
| Alberto Trapero |          | Atlético Sanluqueño C.F.      | Finalización de contrato | 0 €       |
| Alfredo Pedraza |          | Phu Dong FC                   | Finalización de contrato | 0 €       |
| Javi Feria      |          | Atlético Sanluqueño C.F.      | Finalización de cesión   | 0 €       |
| Javi Morcillo   |          | Atlético de Madrid "B"        | Traspaso                 | 120.000 € |
| Peque Polo      |          | Juventud de Torremolinos C.F. | Finalización de contrato | 0 €       |
| Ryan Bakayoko   |          | Bandera de ?                  | Finalización de contrato | 0 €       |
| Diego Cámara    |          | KSC Lokeren                   | Finalización de contrato | 0 €       |
| Marc Vargas     |          | Bandera de ?                  | Finalización de contrato | 0 €       |
| Tiko Iniesta    |          | C.D. Alcoyano                 | Rescisión de contrato    | 0 €       |

| Jugador     | Posición | Hasta               | Notas                          |
| ----------- | -------- | ------------------- | ------------------------------ |
| Albert Urri |          | 30 de junio de 2027 | Renovación para dos temporadas |
| Jan Molina  |          | 30 de junio de 2027 | Renovación para dos temporadas |

| Jugador | Posición | Hasta | Destino | Notas |
| ------- | -------- | ----- | ------- | ----- |
|         |          |       |         |       |

### Jugadores con más partidos en la Primera división española
- Pepe Martínez: 151
- Isidro Sánchez: 142
- Ramón Montesinos: 142
- Ramón de Pablo Marañón: 140
- Pini: 138
- Josep Palau: 115
- Joaquim Navarro: 103
- Lluís Múñoz: 100
- Antonio Vázquez: 92
- Alberto Arnal: 86
- Manuel Pallàs: 85
- Ricard Pujol: 81

### Máximos goleadores en la Primera división española
- Antonio Vázquez: 35
- Manuel Pallas: 27
- Josep Palau: 26
- Antonio Sangrador: 23
- Juan del Pino: 24
- José Luis Garzón: 21
- Josep Antoni Noya: 15
- Josep Maria Vall: 15
- Ramón de Pablo Marañón: 15
- Juli Gonzalvo: 14
- Benjamín Telechea: 12
- Periko Alonso: 12

## Palmarés

### Torneos nacionales
- Copa de España de Segunda Categoría (1): 1913
- Copa RFEF (1): 1999-00
- Copa RFEF (fase autonómica de Cataluña) (6): 1998-99, 1999-00, 2005-06, 2006-07, 2010-11 y 2024-25[19]
- Liga de Segunda División (2): 1942-43, 1945-46
- Liga de Segunda División B (2): 1983-84, 2010-11
- Liga de Tercera División Española (3): 1932-33, 1963-64, 1976-77
- Liga de Tercera División Grupo V (1): 1993-94
- Subcampeón de la Copa de España: 1935
- Subcampeón de la segunda división española (5): 1939-40, 1956-57, 1957-58, 1958-59, 1985-86
- Subcampeón de la Tercera división española (2): 1930-31, 1932-33

### Torneos regionales
- Copa Cataluña (1): 2015-16
- Campeonato de Cataluña (1): 1933-34
- Campeonato de Cataluña de segunda categoría (3): 1912-13, 1913-14, 1929-30
- Subcampeón de la Copa Generalidad en 1990-91

### Torneos amistosos
- Trofeo Nostra Catalunya: (5) 1978, 1979, 1988, 1989, 1990
- Subcampeón del Trofeo Nostra Catalunya en 1980, 1984
- Trofeo Ciudad de Albacete: (1) 1976
- Trofeo Ciudad de Gandía: (1) 1992
- Trofeo Gaspar Matas: (1) 2000
- Trofeo Villa de Gracia: (1) 2009

### El Sabadell en Europa
| Temporada | Competición    | Ronda | Club        | Resultados |
| --------- | -------------- | ----- | ----------- | ---------- |
| 1969-70   | Copa de Ferias | 1R    | Club Brugge | 2-0, 1-5   |

- 1R = primera ronda

## Filial
El CE Sabadell B es el equipo filial del club. Se fundó en el año 1969 y tras su disolución, fue refundado en el año 2006. Hasta entonces había competido en categorías regionales hasta que en la temporada 2014/15 consiguió el ascenso a tercera división de España, jugando en el grupo V.

## Presidentes
- Joan Grau (1906-1910)
- Joan B. Saus (1911-1923)
- Emili Moragas (1923-1929)
- Antoni Tamburini (1930-1933, 1939)
- Miquel Sala (1946-1949)
- Josep Maria Marcet (1933-1934, 1939-1942, 1951-1952, 1952-1953)
- Joan Ricart (1953-1955)
- Ricart Rosson (1955-1958, 1965-1973)
- Francesc Valldeperas (1975-1983)
- Rafael Arroyos (1983-1987)
- Alfred Besonias (1987-1991)
- Miquel Arroyos (1996-2002)
- Carlos Antonio Resurrección (5 de agosto de 2002-19 de noviembre de 2002)
- Joan Soteras Vigo (1994-1996, 2006-2013 )
- Keisuke Sakamoto (2013-2015)
- Antoni Reguant (2015-2018)
- Esteve Calzada (2018-2023)
- Pau Morilla-Giner (2023-Actualidad)

## Peñas
El CE Sabadell tiene un total de 10 peñas oficiales: Penya The Blue Girls (formada íntegramente por mujeres), Penya Sabadell 1975, Penya La Ceba, Penya @rlekinats.com, Penya Arlequinada Trempera Merinals, Penya Arlequinada La Plana, Penya Arlequinada Los Califas, Penya Honor 1903, Penya Supporters Gol Nord, Penya The Walking Arlekin Club y Peña Arlequinada CES Inclusiu.
Durante muchos años, Hooligans Vallés (una peña ultra adscrita a la extrema derecha) ocupó el fondo sur de la Nova Creu Alta, tiempo durante el cual se produjeron varios altercados en el propio campo y en el de otros clubes. Durante los años de propiedad japonesa del club, éste les prohibió el acceso a las instalaciones y el grupo ultra se ha alejando del Centre d'Esports.

## Rivalidades
El clásico rival del CE Sabadell es el Terrassa Futbol Club (desde 2010, Terrassa Olímpica 2010 S.A.D.) con quien disputa el Derbi del Vallès Occidental. Ésta rivalidad se debe a que las ciudades de Sabadell y Tarrasa comparten la capitalidad de su comarca. En los últimos años también ha desarrollado una rivalidad contra el Unió Esportiva Cornellà, el Club Lleida Esportiu, Girona FC y el Real Club Deportivo Espanyol.

## Hermanamientos
En 2015, el club hizo oficial su hermanamiento con el Bristol Rovers Football Club, equipo inglés ubicado en Bristol de Football League One, debido a que también juega con la camiseta arlequinada característica del Centre d'Esports.

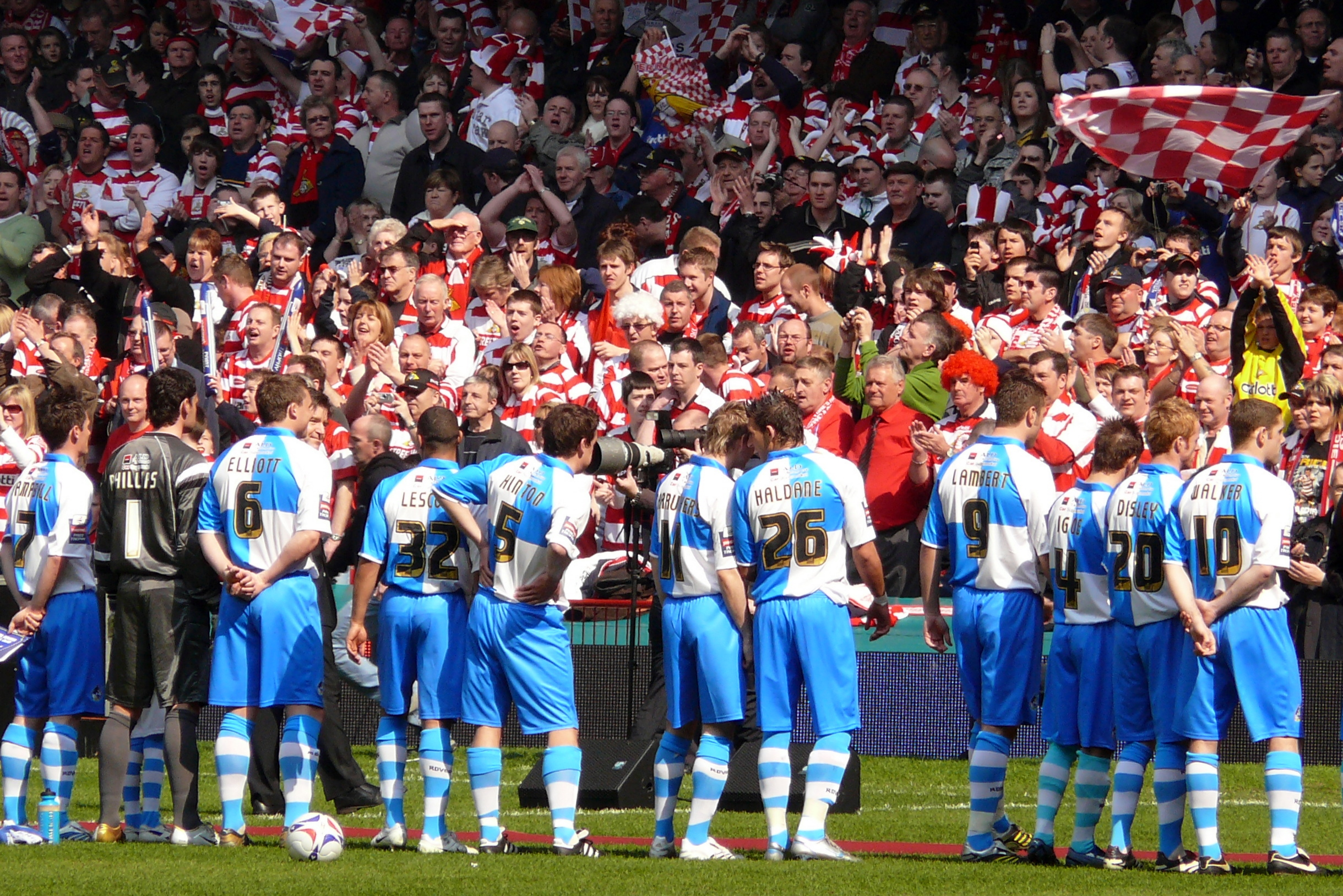
Partido del Bristol Rovers FC contra el Doncaster Rovers, en el que se puede ver la equipación del Bristol similar a la del Sabadell.